# Pavel Bezchasny
Pavel Bezchasny (al secolo Victor Vladimirovich Bezchasny in russo Виктор Владимирович Бесчасный?) (Dnepropetrovsk, 13 agosto 1967 – Pskov, 2 ottobre 2017) è stato un docente e religioso russo, monaco della Chiesa ortodossa russa, insegnante di iconografia presso la Scuola iconografica di Seriate.

## Biografia
Oltre all'istruzione secondaria, si è diplomato in una scuola d'arte a Dnepropetrovsk.
Dopo il servizio di leva è entrato come novizio nel Monastero delle Grotte di Pskov della diocesi di Pskov.
Si è laureato in corso presso l'associazione artistica "Trasfigurazione" di Mosca.
Ha ricevuto la formazione spirituale e l’istruzione all'iconografia dall'archimandrita Zinon (Teodor), e da lui fu tonsurato al monachesimo nel giorno della festa dei Santi Pietro e Paolo nel 1995, insieme al suo confratello Peter (Vladimir R. Kirsch, nato nel 1961 a Leningrado, restauratore professionista).
Insieme a padre Zinon i monaci hanno costituito la comunità del monastero di Mirozh a Pskov dal momento in cui è stato riaperto nel 1994. 
La partecipazione dei monaci alla Messa cattolica celebrata da padre Romano Scalfi, presidente dell'Associazione Russia cristiana, con un gruppo di pellegrini provenienti dall'Italia, ha provocato un conflitto con la Chiesa Ortodossa in seguito al quale la comunità ha dovuto lasciare il monastero di Mirozh e stabilirsi nel villaggio di Malaya Gverston, situato nella regione di Pskov al confine con l'Estonia. Qui hanno edificato una chiesa in pietra, in stile neoromanico, dedicata alla Trasfigurazione del Signore, e allestito un atelier di iconografia ed uno di falegnameria.
Il monaco Pavel è morto tragicamente il 2 ottobre 2017 in seguito alle serissime ustioni riportate nel devastante incendio verificatosi nell'eremo di Gverston nella notte del 29 settembre 2017.

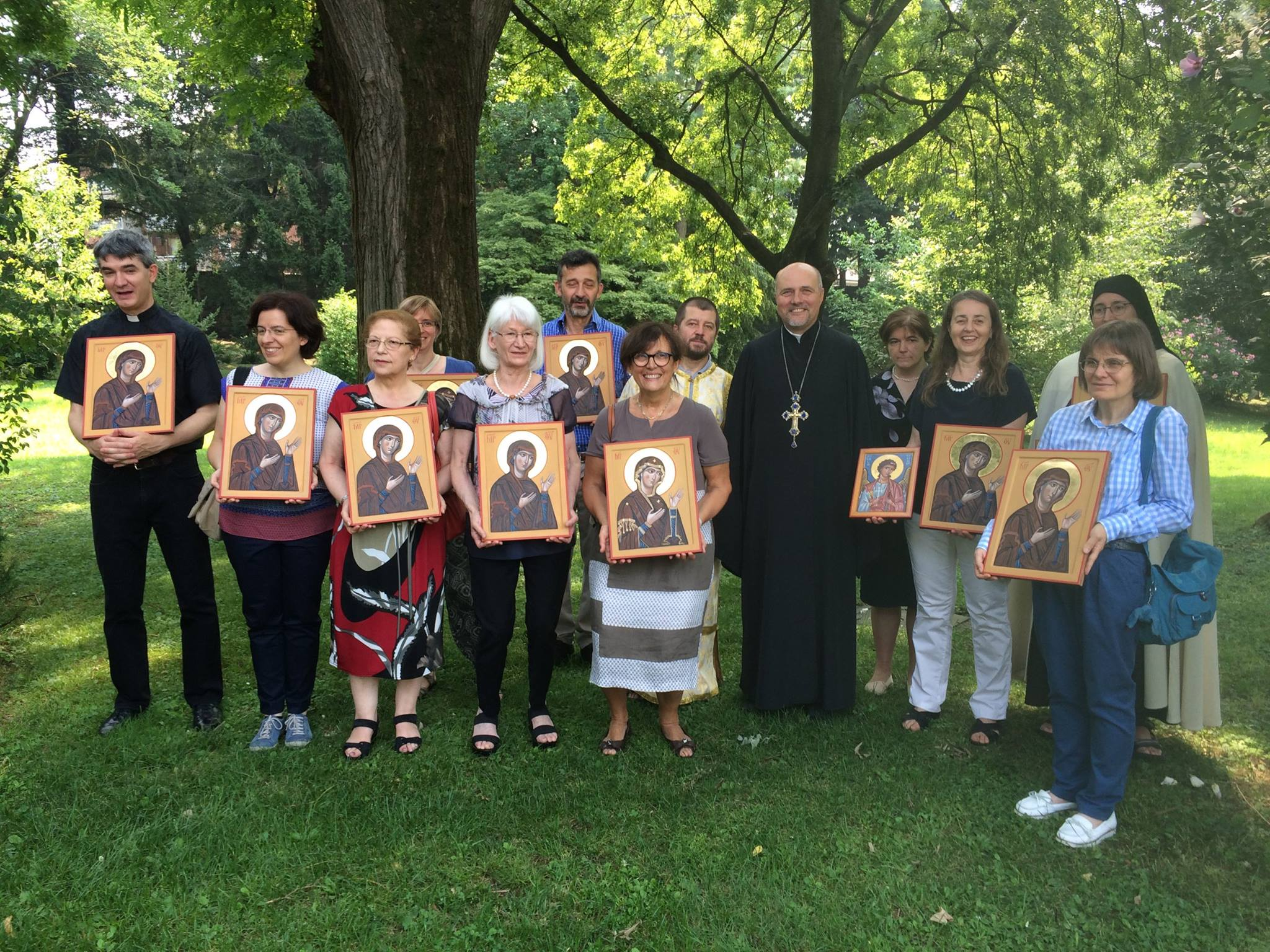
Alunni dei corsi di iconografia a Seriate con il monaco Pavel

## Attività iconografica
Dal 2008, il monaco Pavel è stato maestro di iconografia presso la Scuola Iconografica di Seriate, in Italia. Il monaco Peter (Kirsch) ha lavorato in un laboratorio di falegnameria ed eseguito restauri di mobili antichi. Per diversi anni i due monaci hanno frequentato la parrocchia cattolica di Magliaso, in Svizzera, su invito del parroco don Pietro Pozzi.
Le sue opere sono presenti in varie chiese e monasteri, nonché in collezioni private in Russia, Italia, Svizzera, Brasile.